# Змееносец (знак зодиака)
Змеено́сец (лат. Ophiuchus) — в западной астрологии нетрадиционный, тринадцатый знак зодиака, символически соответствующий зодиакальному созвездию Змееносец и приходящийся на 30 ноября — 17 декабря.
Большинство астрологов считают предположение данного знака некорректным, ибо зодиак представляет собой 12 секторов эклиптики по 30 градусов и не привязан к созвездиям. Тем не менее на этот вопрос не существует единого общепризнанного ответа, так как астрология не является научным направлением — современная доказательная наука классифицирует её как псевдонауку.

## История вопроса
Традиционная астрология делит эклиптику на 12 секторов по 30 градусов. Каждому сектору более двух с половиной тысяч лет назад был поставлен в соответствие знак одного из зодиакальных созвездий, где Солнце находится в соответствующем месяце. За эти тысячелетия из-за предварения равноденствий знаки зодиака (тропический зодиак) сместились от реальных созвездий (сидерического зодиака) почти на целый знак — примерно на 24°.
В древности, когда сформировалась эта система, понятие созвездия не было чётко определено, и фактически созвездиями признавались культурно выделяемые астеризмы. В конце 1920-х годов Международный астрономический союз (МАС) пересмотрел понятие созвездия, определив его как участок небесной сферы между границами, проведёнными по небесным параллелям и меридианам. Полный список из 88 созвездий и точная схема границ между ними были утверждены в 1931 году. Тогда оказалось, что линия эклиптики пересекает небольшой участок неба, отнесённый к созвездию Змееносца.
Позднее это было замечено астрологами, и некоторые из них стали говорить о тринадцатом знаке зодиака. Серьёзных оснований для этого не было, поскольку знаки зодиака лишь условно связаны с зодиакальными созвездиями. Попадание же созвездия Змееносца на эклиптику есть произвольно принятое решение МАС. Тем не менее некоторые астрологи говорят о тринадцатом знаке зодиака, так как эта необычная, привлекающая внимание и отчасти таинственная деталь полезна для рекламы их деятельности.